# Jérôme Chiotti
Jérôme Chiotti, né le 18 janvier 1972 à Millau, est un coureur cycliste français spécialiste de cyclo-cross et VTT cross-country. 

## Biographie
Il pratique le cyclo-cross et le VTT, en particulier le cross-country[Quand ?]. En 1996, Il remporte le titre de champion du monde de cross-country, titre dont il est déchu après avoir avoué s'être dopé lors d'un entretien avec le magazine Vélo Vert en avril 2000. Le mois suivant, voulant réparer sa faute, il remet au Suisse Thomas Frischknecht le maillot arc-en-ciel et la médaille d'or des championnats du monde de cross-country. L'UCI l'enlève du palmarès,,. Il dispute sa dernière course en octobre 2003 lors du Roc d'Azur, qu'il termine en 28e position.

## Palmarès en cyclo-cross
- 1988-1989
  - 3e du championnat de France de cyclo-cross juniors
- 1989-1990
  -  Champion de France de cyclo-cross juniors
  -  Médaillé d'argent du championnat du monde de cyclo-cross juniors
- 1990-1991
  - 3e du championnat de France de cyclo-cross espoirs
- 1991-1992
  -  Champion de France de cyclo-cross espoirs
- 1993-1994
  - Cyclo-cross du Mingant, Lanarvily
- 1994-1995
  -  Champion de France de cyclo-cross
  - Cyclo-cross du Mingant, Lanarvily
- 1995-1996
  - 2e du championnat de France de cyclo-cross
  - 9e du championnat du monde de cyclo-cross
- 1999-2000
  - Challenge de la France Cycliste 2, Pléneuf-Val-André

## Palmarès en VTT
- 1998
  -  Médaillé d'argent du championnat du monde de VTT cross-country
- 1999
  -  Champion de France de cross-country
- 2001
  -  Champion de France de cross-country
- 2002
  - Vainqueur de la Transmaurienne
- 2003
  - Vainqueur de la Transmaurienne

## Palmarès sur route
- 1994
  - 3e du Bol d'Air creusois
- 1998
  - 2e du Ruban granitier breton

## Palmarès en course à pied
- 2013
  - 1er au marathon des 100 km de Millau (42,195 km) en 2 h 46 min 42 s[4].
- 2014
  - 2 h 34 min 6 s au marathon de Paris (42,195 km) soit la 48e place[5].
  - 1er à la course d'ultrafond des 100 km du Périgord Noir (Belvès, Dordogne) en 7 h 33 min 15 s pour sa première participation[6].
- 2015
  - 2 h 28 min 9 s au marathon de Paris (42,195 km) soit la 25e place.